# スペクトラム・センター
スペクトラム・センター（Spectrum Center）はノースカロライナ州シャーロットにある屋内競技場。NBA所属のシャーロット・ホーネッツの本拠地。

## 概要
2005年10月21日にローリング・ストーンズのコンサートでシャーロット・ボブキャッツ・アリーナとしてこけら落とし。11月5日には初めてのバスケットボールの試合が行なわれた。またかつてはWNBAのシャーロット・スティングの本拠地だったが、2007年シーズンで消滅した。2008年4月にタイム・ワーナー系のケーブルテレビ事業を行うタイム・ワーナー・ケーブルが命名権を取得した。2016年8月にはTWCがチャーター・コミュニケーションズの統合によりチャーターのブランド名である『Spectrum』を冠にした名称を変更された。
また、モンスターエナジー・NASCARオールスターレースの関連イベントもここで行なわれる。
2012年には当地で民主党全国大会が開催。オバマ大統領やバイデン副大統領らが出席した。